# Lauerz
Lauerz är en ort och kommun i distriktet Schwyz i kantonen Schwyz, Schweiz. Kommunen har 1 130 invånare (2023).
Lauerz ligger vid sjön Lauerzersee.